# Delphinium liangshanense
Delphinium liangshanense är en ranunkelväxtart som beskrevs av Wen Tsai Wang. Delphinium liangshanense ingår i släktet storriddarsporrar, och familjen ranunkelväxter. Inga underarter finns listade i Catalogue of Life.